# Henri Delaunay
Henri Delaunay (Párizs, 1883. június 15. – Ville-d’Avray, 1955. november 9.) francia labdarúgó-sportvezető, az UEFA első főtitkára, Pierre Delaunay apja.

## Pályafutása

### Labdarúgóként
Fiatal éveiben társaihoz hasonlóan aktívan sportolt labdarúgóként. A párizsi csapatban,  az Étoile des Deux Lacs-nak volt aktív tagja.

### Labdarúgó-játékvezetőként

#### Nemzeti játékvezetés
Az aktív labdarúgást befejezve játékvezetőnek jelentkezett. A mérkőzésvezetéstől az AF Garenne-Doves–ES Benevolence találkozó után vonult vissza, amikor is a labda olyan erővel találta el az arcát, hogy a sípot lenyelve, két fogát elveszítve súlyosan megsérült.

### Sportvezetőként
{{Több kép}}: nincs elég kép
Az aktív sportolást befejezve 1906-tól elindította sportvezetői karrierjét. Az  Étoile des Deux Lacs elnökeként szerzett érdemeit elismerve előbb a Francia labdarúgó-szövetség (CFI) elődjének, majd  az 1919-ben megalakul labdarúgó-szövetség főtitkára lett, alig 23 évesen. Nevéhez fűződik a Francia Kupa megszervezése. 1924-1928 között a Nemzetközi Labdarúgó-szövetség (FIFA) elnökségében, elnök helyettesi pozícióban tevékenykedett. Már az 1927-ben letette a FIFA elnökségének asztalára az Európai-labdarúgó válogatottak részére kiírandó – az 1916 óta működő dél-amerikai bajnokság mintájára – Európa-bajnokság tervezetét. A FIFA elnöksége nem támogatta elképzelését, félve európai pozíciójának elvesztésétől. 
Aktív szakmai hozzáértével támogatta az első, az Uruguayban rendezendő, az 1930-as labdarúgó-világbajnokságot. Hugo Meisl "Ausztria futballminisztere" nem tervezgetett, hanem a tettek mezejére lépett és a csatlakozó európai országok labdarúgó-szövetségeinek összefogásával 1927-ben útjára indította a válogatott csapatok részére az Európa-kupa versenysorozatot. A torna 1955-től dr. Gerő Kupa néven 4 évenként került lebonyolításra. A FIFA képviseletében tagja lett az International Board a Nemzetközi Labdarúgó-szövetség (FIFA) Szabályalkotó Testületének, a szabályok egyértelmű értelmezése érdekében ő készítette az első magyarázatokat. A klubvilágbajnokság elődjét is ő alkotta meg, amely azt volt hivatott eldönteni, hogy melyik a világ legjobb klubcsapata (Európa és Dél-Amerika  vált a labdarúgóvilág legjobb kontinenseié).
A FIFA 1904-es alapítása után pontosan ötven évvel, 1954. június 15-én alapították a svájci Bázelban, a francia, az olasz és a belga labdarúgó szövetségek megbeszélése eredményeként  az Európai Labdarúgó-szövetséget, az UEFA-t. Delaunay természetesen ott bábáskodott, olyannyira, hogy ő lett a szervezet első főtitkára (1954–1955), első elnöke pedig Ebbe Schwartz. Nem volt véletlen, hogy újra javasolta a harminc évvel korábban félresöpört javaslatát az Európai nemzetek kupájának elindításáról. Az ötlet megvalósíthatóságának vizsgálatára bizottságot állítottak fel, de a sors igazságtalansága, hogy nem várhatta meg az eredményét, 1955. november 9-én meghalt.
Az Európai nemzetek kupáját 1960-ban rendezték meg először, amely később a Labdarúgó-Európa-bajnokság nevet kapta. A győztesnek járó trófeát róla nevezték el.